# 藤野渉
藤野 渉（ふじの わたり、1912年4月5日 - 1983年5月3日）は、日本の哲学者。名古屋大学名誉教授。

## 経歴
1912年、熊本県熊本市で生まれた。愛媛県出身。京都帝国大学文学部哲学科で学び、1935年に卒業。
戦後、名古屋大学文学部助教授に就いた。後に教授昇格。1976年に名古屋大学を定年退官し、名誉教授となった。マルクス主義を主として研究した。

## 著作
著書
- 『サルトルと唯物論』三一書房 1950
- 『史的唯物論と倫理学』新日本出版社 1972
- 『マルクス主義と倫理』青木書店 1976
- 『哲学とモラル』汐文社 1979

編書
- 『現代思想としてのマルクス主義：ルカーチとの対決』大月書店(現代マルクス主義双書) 1959

訳書
- 『芸術の哲学』ジンメル著、文進堂 1943
- 『社会主義と倫理』ハワード・セルサム（英語版）著、理論社 1954
- 『革命の歴史：マルクス主義と民主主義的伝統』A.ランディー著、新評論社 1954
- 『認識論』(弁証法的唯物論入門 3) モーリス・コーンフォース（英語版）著、小松摂郎・理論社編集部共訳、理論社 1955-1956
- 『運命の転回』ルカーチ著、真下信一・竹内良知共訳、平凡社 1957-1958
- 『マルクス主義と偏見なき精神』J.ルイス著、真下信一・竹内良知共訳、岩波現代叢書 1959
- 『政治・教育・倫理：新社会理論』G.D.H.コール（英語版）著、玉井茂・宮本十蔵共訳、誠信書房 1959
- 『経済学・哲学手稿』マルクス著、大月書店(国民文庫) 1963
- 『人間の哲学：マルクス主義と実存主義』アダム・シャフ（英語版）著、岩波書店 1964
- 『マルクス主義の倫理学的基礎』ユージン・カメンカ著、赤沢正敏共訳 岩波書店 1965
- 『法の哲学』ヘーゲル著、赤沢正敏共訳 世界の名著 中央公論社 1967
  - 再版 中公クラシックス
- 『自由と疎外』ユーリー・ダヴィドフ（ロシア語版）著、青木書店 1967
- 『疎外とヒューマニズム』アルフレート・クレラ（英語版）著、青木書店 1967
- 『ナショナリズムと社会主義』ホレス・B.デーヴィス（英語版）著、岩波書店 1969
- 『マルクス主義哲学』アルフレート・コージング（ドイツ語版）編著、大月書店 1969
- 『マルクスの人間疎外論』アルフレッド・クレラ著、岩波書店 1972
- 『革命と哲学：フランス革命とフィヒテの本源的哲学』マンフレート・ブール（ドイツ語版）著、小栗嘉浩・福吉勝男共訳、法政大学出版局(りぶらりあ選書)1976
- 『所有的個人主義の政治理論』C・B・マクファーソン著、将積茂・瀬沼長一郎共訳、合同出版 1980
- 『理性の要求 マルクス主義の理論的源泉としての古典的市民的ドイツ哲学』マンフレート・ブール,ゲールト・イルリッツ（ドイツ語版）著、松籟社 1981